# Ofir
OFiR.dk er en markedsplads for stillingsopslag og CV-tjenester, og er én af Danmarks største jobdatabaser på internettet. OFiR.dk blev etableret i 1996 og har været med helt fra starten med web-baseret rekruttering.
Der har også tidligeret været en stor Chat-funktion derinde, men den blev senere skubbet af vejen.
OFiR.dk hører under OFiR a-s, der er ejet af mediekoncernen North Media. Forum.dk, Matchwork World Wide & Boligportal.dk hører ligeledes under OFiR a-s.
I forbindelse med deres bolig portal var Ofir involveret i en retssag med ejendomsmæglerkæden home om dybe link.
Ofir vandt denne sag.
OFiR.dk har gennemsnitligt 775.000 månedlige besøgende.

## Fodnoter
1. ↑  Sylvia Mercado-Kierkegaard (2006). "Clearing the legal barriers - Danish court upholds 'deep linking' in Home v. Ofir". Computer Law & Security Report. 22: 326-332. doi:10.1016/j.clsr.2006.05.007.